# Tour des Flandres 1920
La 4e édition de la course cycliste, le Tour des Flandres a eu lieu le 21 mars 1920 et a été remportée par le Belge Jules Van Hevel. 

## Monts escaladés
- Tiegemberg
- Quaremont (Nouveau Quaremont)

## Classement final
|    | Coureur               | Pays     | Équipe      |    | Temps           |
| -- | --------------------- | -------- | ----------- | -- | --------------- |
| 1  | Jules Van Hevel       | Belgique |             | en | 9 h 30 min 00 s |
| 2  | Albert Dejonghe       | Belgique |             | +  | 0 s             |
| 3  | Fons Van Hecke        | Belgique |             |    | 1 min 00 s      |
| 4  | Émile Masson          | Belgique | Alcyon      |    | 11 min 00 s     |
| 5  | Louis Mottiat         | Belgique | La Sportive |    | 11 min 00 s     |
| 6  | Henri Burghraeve      | Belgique |             |    | 18 min 00 s     |
| 7  | Arthur Van Branthegem | Belgique |             |    | 18 min 00 s     |
| 8  | Urbain Anseeuw        | Belgique | La Sportive |    | 18 min 00 s     |
| 9  | Louis Budts           | Belgique |             |    | 18 min 00 s     |
| 10 | Isidoor Mechant       | Belgique |             |    | 19 min 30 s     |